# La corsa ai milioni
La corsa ai milioni (La Course aux millions) è un cortometraggio muto del 1912 diretto da Louis Feuillade.

## Trama
Dopo la morte di un anziano signore, la nipote deve reclamare la sua eredità entro una data prestabilita se vuole entrare in possesso dei suoi beni che, altrimenti, andranno alla governante.

## Produzione
Il film fu prodotto dalla Société des Etablissements L. Gaumont.

## Distribuzione
Distribuito dalla Société des Etablissements L. Gaumont, uscì nelle sale cinematografiche francesi il 13 dicembre 1912.
Negli Stati Uniti, il film fu distribuito dalla Film Supply Company. In inglese, ha preso il titolo A Race for Millions.